# Eppley Airfield
Eppley Airfield is een luchthaven op ongeveer 8 km ten noordoosten van het centrum van Omaha (Nebraska) in de Verenigde Staten. Ze ligt in een bocht van de Missouri, die tevens de grens vormt met de staat Iowa en grenst daardoor aan drie zijden aan Iowa. Het nabijgelegen Carter Lake, aan dezelfde kant van de rivier, behoort ook tot Iowa.
Eppley Airfield is genoemd naar Eugene C. Eppley (1884-1958), een plaatselijke hotelmagnaat. Dankzij een gift van een miljoen dollar uit zijn nalatenschap werd het kleine vliegveld Omaha Municipal Airport in 1959/1960 omgebouwd tot een luchthaven waar straalvliegtuigen konden landen. Sedert 1959 wordt de luchthaven uitgebaat door de Omaha Airport Authority.
De luchthaven verwerkte 4 miljoen passagiers in 2013 en is de drukste in de staat Nebraska. Er vertrekken ongeveer 75 tot 80 vluchten per dag naar binnenlandse bestemmingen. De grootste gebruikers van de luchthaven zijn Southwest Airlines, United Airlines, Delta Air Lines en hun partners.